# 엘리 코넬
엘리 코넬(Ellie Cornell, 1963년 12월 15일 ~ )은 미국의 배우, 영화 제작자이다.

## 출연 작품
- 알타 록 (2017년)
- 리컨실리에이션 (2009년) - 엘리 역
- 룸 6 (2006년) - 사라 역
- 올 소울 데이: 다이 드 로스 무에르토스 (2005년) - 사라 화이트 역
- 하우스 오브 더 데드 2 (2005년) - 조던 캐스퍼 역
- 하우스 오브 더 데드 (2003년) - 캐스퍼 역
- 더 스페셜스 (2000년)
- 칩스, 더 워 도그 (1990, Chips, the War Dog)
- 할로윈 5 (1989년) - 레이첼 역
- 마피아의 아내 (1988년)
- 할로윈 4 (1988년)